# 국립5·18민주묘지
국립5·18민주묘지(國立5·18民主墓地, 영어: May 18th National Cemetery)는 광주광역시 북구 운정동에 위치한 국립 묘역으로, 5·18 광주 민주화 운동에 참여한 이들을 위한 묘역이다. 1993년 김영삼 정부 출범과 더불어 5·18 광주 민주화 운동에 대한 재평가작업 및 5·18 희생자 묘역을 민주성지로 가꾸려는 움직임이 일어나면서, 광주광역시가 중앙정부의 지원 받아 조성하였다. 1994년 11월 공사를 시작하여 3년만인 1997년 5월 16일 완공하였다. 매년 5월, 5·18 광주 민주화 운동 기념일에는 시민들이 묘지를 찾아 희생자들을 추모하는 것이 일반적이다.
묘역 안에는 5·18 영령의 묘 680기가 있으며 민주의 문, 유영봉안소, 역사의 문, 숭모루, 추념문 등과 역사공간, 민주광장, 참배광장, 전시공간, 상징조형물, 광주민주화운동추모탑, 7개 역사마당(의병, 동학, 3·1운동, 광주학생운동, 4·19 혁명, 광주민주화운동, 통일마당), 헌수기념비, 준공기념탑 등이 있다.

## 역사
1980년 5월 18일 광주에서 전두환 정부에 대항하여 5·18 광주 민주화 운동이 일어났다. 이때 계엄군은 광주 시민들을 폭력적으로 진압했다. 당시에는 광주 민주화 운동이 반란으로 잘못 알려졌으나, 군사정권이 끝난 이후 김영삼 정부 하에서 재평가가 이루어지며 5·18 국립묘지가 조성되었다.

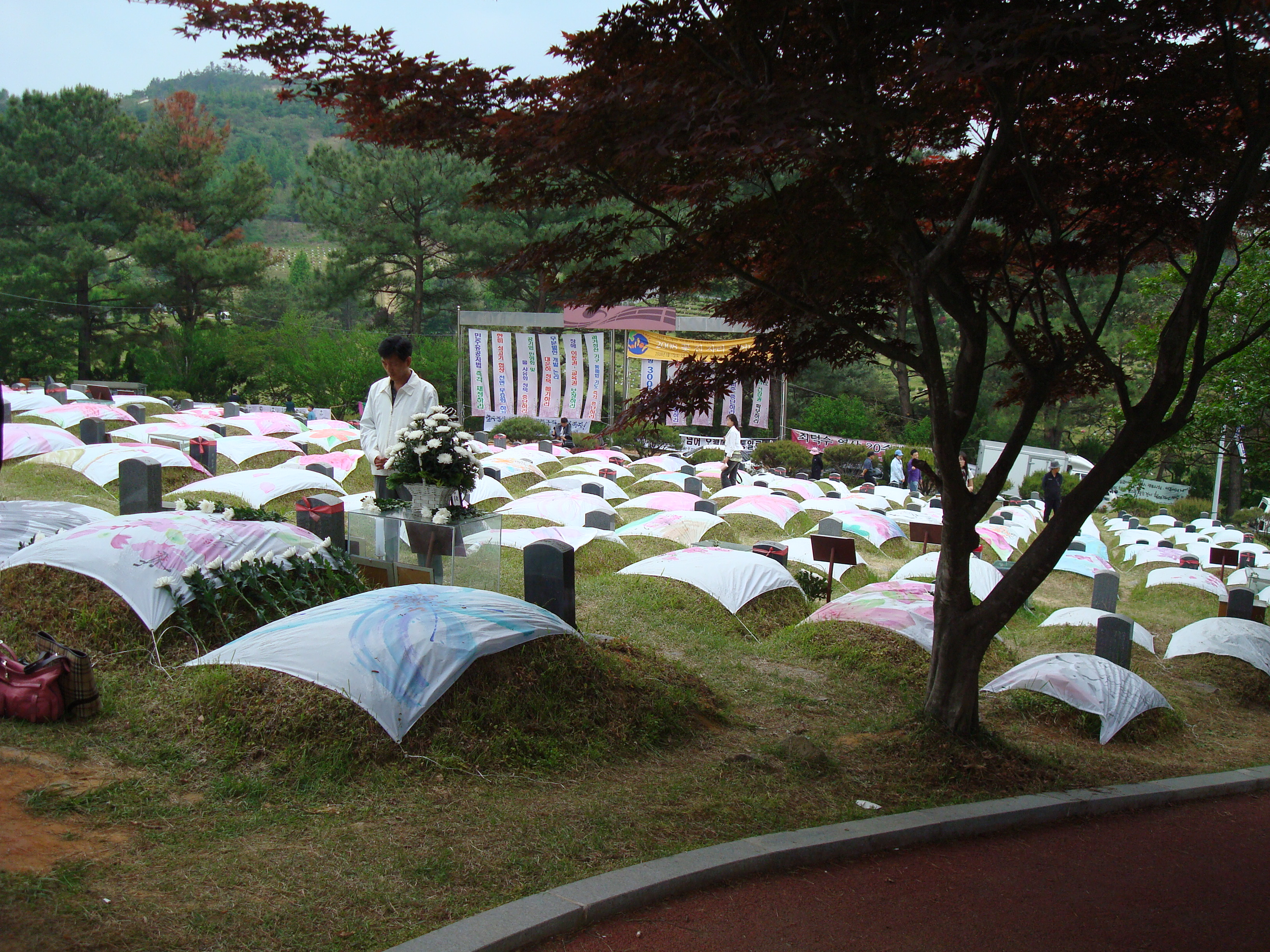
망월동 묘지

이전의 5·18 묘지, 즉 "망월동 묘지"는 5월 18일 민주화운동과 그 이후의 민주화 운동 동안 사망한 이들의 이전 매장지였다. 그곳의 시신들 중에는 당시 쓰레기 트럭에 실려 묘지로 이송된 경우도 있었다. 이후 망월동이 알음알음 "민주주의의 성지"로 명성을 얻게 되자, 군부는 묘지를 파괴할 계획을 세웠다. 하지만 이러한 계획은 결실을 맺지 못했다.
한국의 민주화 이후, 1993년에 국립묘지 조성 계획이 발표되었고, 5·18 민주화운동을 위한 새로운 국립묘지가 조성되었다. 공사는 1994년 11월에 시작되어 1997년 5월에 새로운 묘지가 개장되었다. 망월동 묘지에 있던 시신들은 발굴되어 새로운 장소에 재안장되었고, 옛 묘지는 원래 상태로 복원되었다. 새로운 묘지는 2002년 7월 27일 김대중 대통령의 대통령령에 의해 국립묘지 지위로 승격되었고, 2006년 1월 30일 5·18 민주묘지로 개칭되었다. 매년 5월에는 추모 행사가 열리는데, 이때 사람들은 옛 묘지와 새 묘지 모두에서 사망한 이들에게 경의를 표한다.
타린 아사프는 다음과 같이 언급했다:
두 묘지는 봉기의 두 가지 다른 측면을 나타내게 되었다. 새로운 묘지는 과거의 희생을 기리기 위해 설계되었고, 옛 묘지는 계속되는 투쟁의 상징으로 특징지어졌다. 명명 과정에서 분명하게 드러나는 제안은 흥미롭다. '새로운' 것을 '공식적인' 것과, '옛' 것을 '비공식적인' 것과 동일시하는 것은 봉기에 참여한 다양한 주체들의 중요성, 역사 속 그들의 위치, 그들의 이념 및 유산에 대한 대중의 인식을 형성하는 데 영향을 미친다.

## 안장자

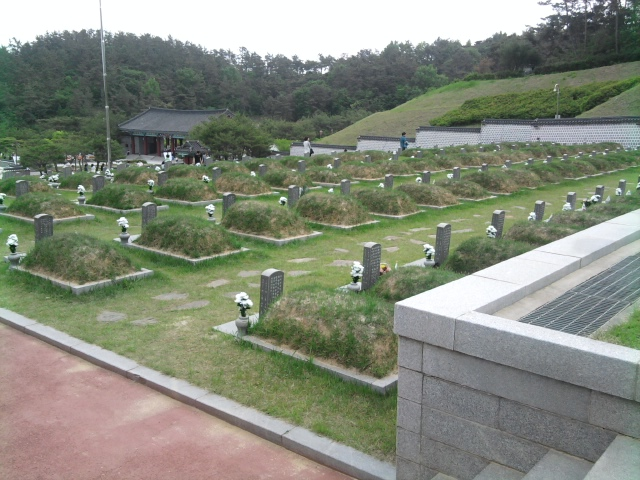
3번째 묘역

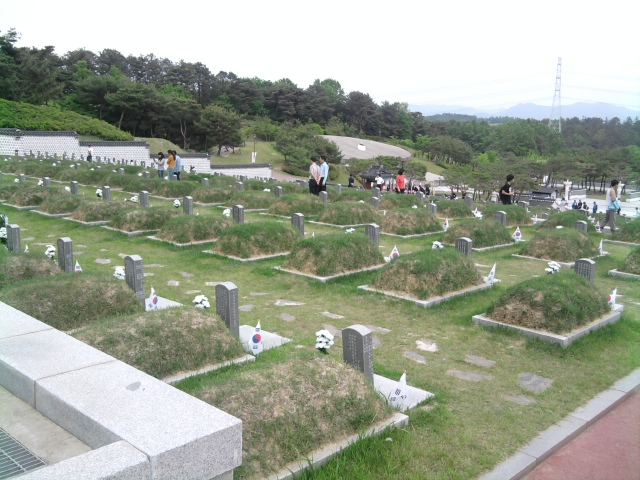
4번째 묘역

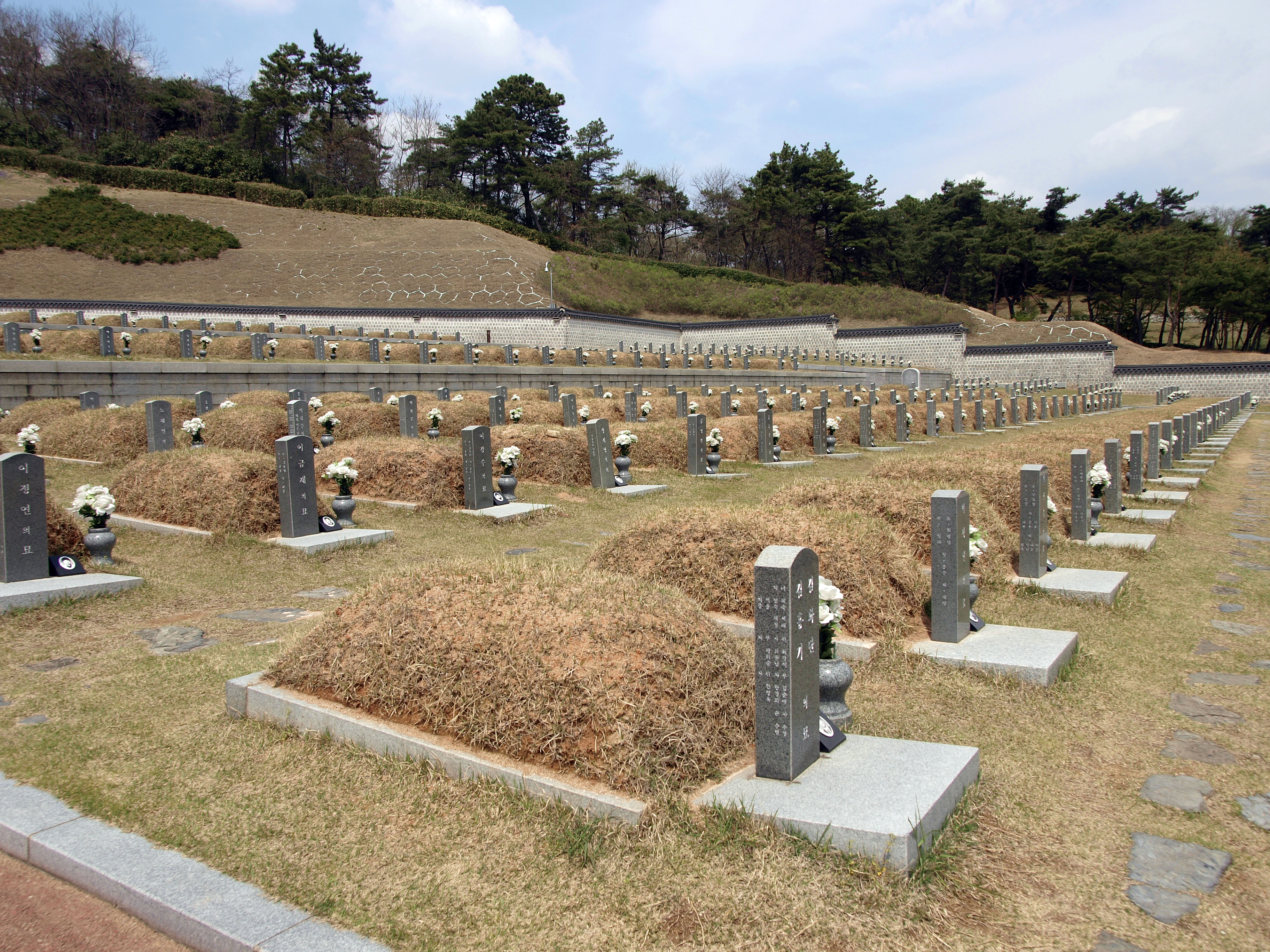
5·18 국립묘지의 묘지

- 매장 가능 공간: 784개[9]
- 매장된 묘지 수: 482개[9]

### 저명한 안장자
구묘역
- 이한열: 1966년 전라남도 화순군에서 태어났다. 민주화 운동가.[10] 연세대학교 앞 6월 민주 항쟁 시위 중 치명상을 입었고, 그의 죽음은 더 큰 시위를 촉발시켰다.[11]
- 강경대: 1991년 군사 독재에 항의하는 시위 중 사망한 학생 운동가.[12]
- 박관현: 전남대학교 출신 학생 운동 지도자이자 활동가.[13]

신묘역
- 윤상원과 박기순: 5·18 광주 민주화 운동 당시 시민군 대변인.[14]

## 기념물

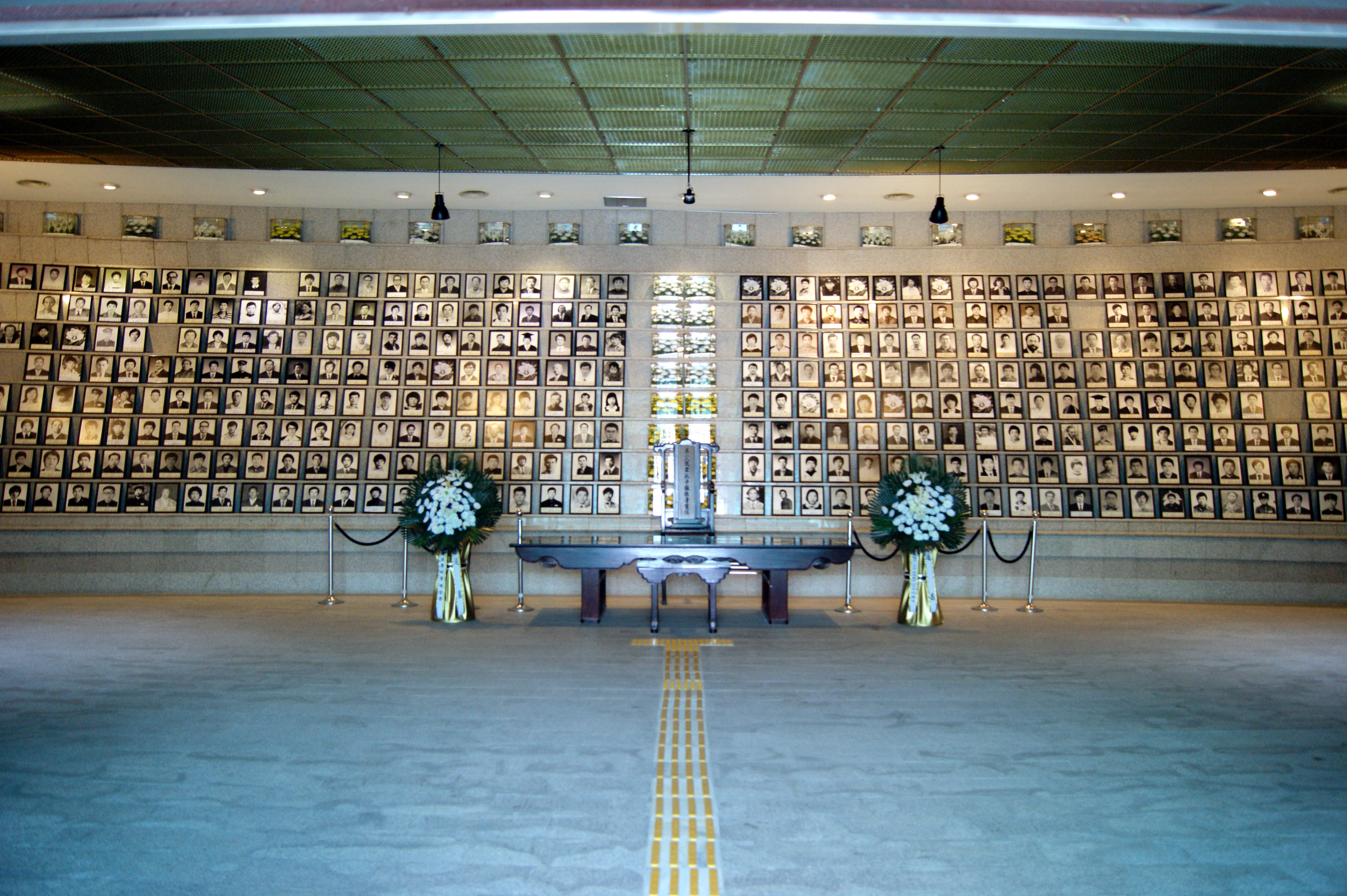
기념관

### 5·18 기념탑
기념탑은 전통적인 한국의 당간지주 디자인을 바탕으로 한 두 개의 평행한 기둥으로 이루어져 있으며, 높이는 40 미터 (130 ft)이다. 이 기념탑은 새로운 생명, 생존, 희망의 씨앗이라는 개념을 나타낸다. 기둥 중앙 근처에는 "부활"을 상징하는 타원형 조각이 있다. 기념탑 좌우에는 "오월의 민중항쟁"이라는 두 개의 청동 조각이 있다.

### 기념관
기념관은 방문객들이 5·18 광주 민주화 운동의 사건들을 관람하고 체험할 수 있도록 한다. 전시장에는 5·18 광주 민주화 운동의 역사적 기록, 희생자 추모, 민주화 운동의 주요 랜드마크 가상 투어, 교육 발표를 위한 시설 등이 포함되어 있다.

### 유영봉안소
이 건물은 선사 시대의 전통적인 무덤인 고인돌 형태로 설계되었다. 5·18 국립묘지에 안장된 이들의 영정이 이 건물의 벽에 봉안되어 있다.

### 숭모루
5·18 광주 민주화 운동 영상물을 관람할 수 있는 2층 전시 공간.

### 민주의 언덕
5·18 광주 민주화 운동 참여자들의 "숭고한 희생을 기리기 위한 모든 한국인의 염원"을 상징하는 "민주화 나무"가 심어진 기념 언덕.

### 문
묘지에는 여러 기념문이 서 있다. 입구에는 방문객 방명록이 있는 민주의 문이 있다. 추념문은 약 3층 높이이다. 역사의 문에는 역사적인 사진과 영상 기록물이 전시되어 있다.

### 예술작품
무장 항쟁 동상, 평화롭고 번영하는 세계의 동상을 비롯하여 5·18 광주 민주화 운동 희생자들을 기리고 평화와 정의에 대한 희망을 표현하는 수많은 조각상들이 있다. "역사의 일곱 장면"이라는 제목의 부조 연작은 한국에서 억압에 대한 저항의 역사를 묘사한다.

## 사진

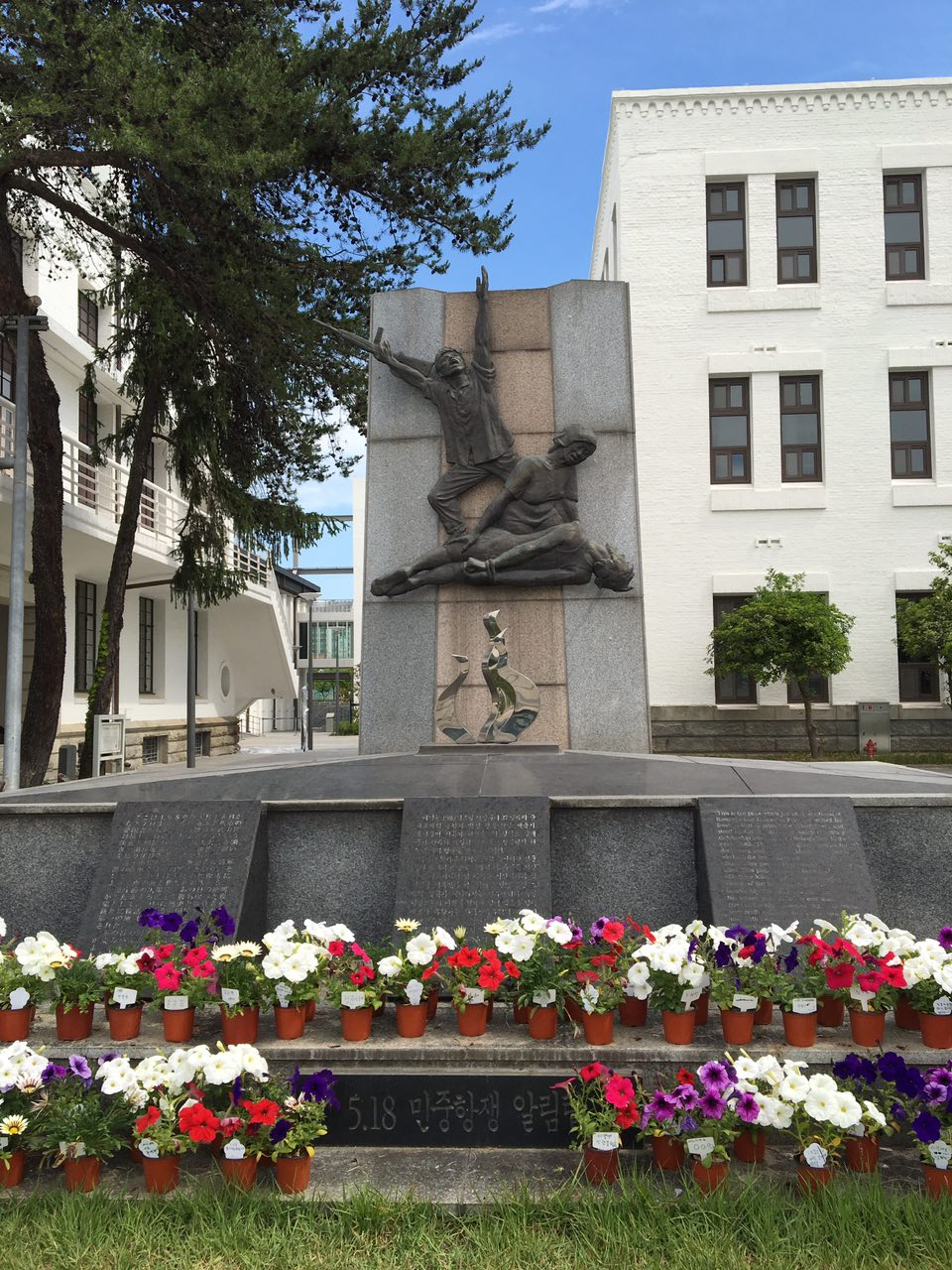
광주항쟁 당시의 옛 전남도청 앞의 5.18 조형물
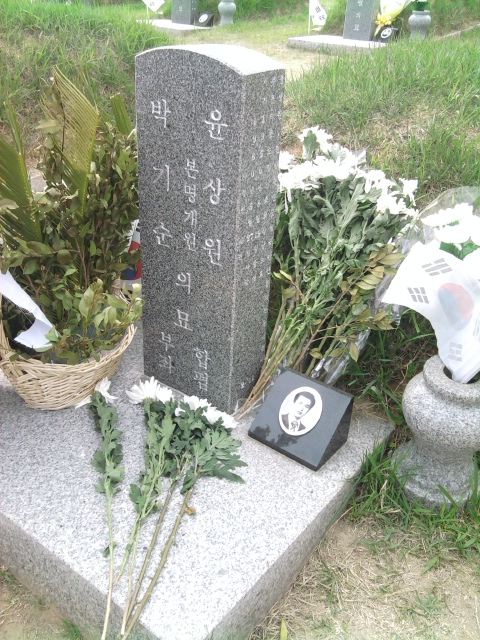
희생자 윤상원의 묘
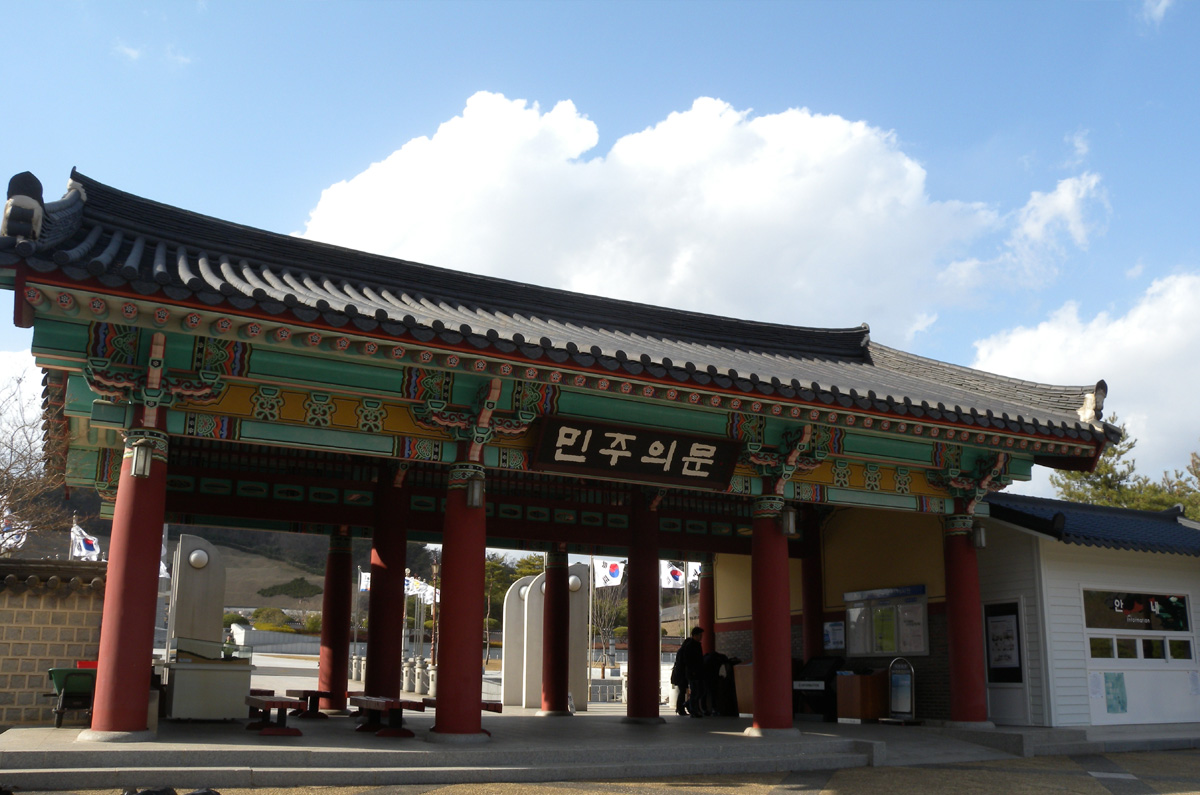
민주의 문

## 같이 보기
- 5·18 광주 민주화 운동
- 5·18기념공원
- 망월묘지공원 - 흔히 '구묘역'으로도 불리고 있다.
- 한국의 역사
- 4·19 혁명
- 6월 민주 항쟁

### 다른 대한민국 민주화운동 관련 묘지
- 국립3·15민주묘지
- 국립4·19민주묘지
- 모란공원

## 더 읽어보기
- Yea, Sallie (2000). 《Maps of Resistance and Geographies of Dissent in the Cholla Region of South Korea》. 《한국학》 24. 69–93쪽. doi:10.1353/ks.2000.0020. S2CID 133018074.